# アメリカ合衆国上院仮議長の一覧
アメリカ合衆国上院仮議長の一覧（アメリカがっしゅうこくじょういんかりぎちょう、英: List of Presidents pro tempore of the United States Senate） を以下に示す。

## 1789年 - 1890年
1890年以前の上院は、副大統領が欠けた場合にのみ仮議長を選出してきた。
| 議会                     | 仮議長                           | 政党                         | 州                   | 在任期間                        |
| ------------------------ | -------------------------------- | ---------------------------- | -------------------- | ------------------------------- |
| 第1議会 1789年 - 1791年  | ジョン・ラングドン               |                              | ニューハンプシャー州 | 1789年4月6日 - 1789年4月21日    |
| 第1議会 1789年 - 1791年  | ジョン・ラングドン               | 1789年8月7日 - 1789年8月9日  | ニューハンプシャー州 |                                 |
| 第2議会 1791年 - 1793年  | リチャード・ヘンリー・リー       |                              | バージニア州         | 1792年4月18日 - 1792年10月8日   |
| 第2議会 1791年 - 1793年  | ジョン・ラングドン               |                              | ニューハンプシャー州 | 1792年11月5日 - 1792年12月4日   |
| 第2議会 1791年 - 1793年  | ジョン・ラングドン               | 1793年3月1日 - 1793年3月3日  | ニューハンプシャー州 |                                 |
| 第3議会 1793年 - 1795年  | ジョン・ラングドン               | 1793年3月4日 - 1793年12月2日 | ニューハンプシャー州 |                                 |
| 第3議会 1793年 - 1795年  | ラルフ・イザード                 |                              | サウスカロライナ州   | 1794年5月31日 - 1794年11月9日   |
| 第3議会 1793年 - 1795年  | ヘンリー・テイズウェル           |                              |                      | 1795年2月20日 - 1795年6月7日    |
| 第4議会 1795年 - 1797年  | ヘンリー・テイズウェル           | 民主共和党                   | バージニア州         | 1795年12月7日 - 1795年12月8日   |
| 第4議会 1795年 - 1797年  | サミュエル・リヴァーモア         | 連邦党                       | ニューハンプシャー州 | 1796年5月6日 - 1796年12月4日    |
| 第4議会 1795年 - 1797年  | ウィリアム・ビンガム             | 連邦党                       | ペンシルベニア州     | 1797年2月16日 - 1797年3月3日    |
| 第5議会 1797年 - 1799年  | ウィリアム・ブラッドフォード     | 連邦党                       | ロードアイランド州   | 1797年7月6日 - 1797年10月       |
| 第5議会 1797年 - 1799年  | ジェイコブ・リード               | 連邦党                       | サウスカロライナ州   | 1797年11月22日 - 1797年12月12日 |
| 第5議会 1797年 - 1799年  | セオドア・セジウィック           | 連邦党                       | マサチューセッツ州   | 1798年6月27日 - 1798年12月5日   |
| 第5議会 1797年 - 1799年  | ジョン・ローランス               | 連邦党                       | ニューヨーク州       | 1798年12月6日 - 1798年12月27日  |
| 第5議会 1797年 - 1799年  | ジェームズ・ロス                 | 連邦党                       | ペンシルベニア州     | 1799年3月1日 - 1799年12月1日    |
| 第6議会 1799年 - 1801年  | サミュエル・リヴァーモア         | 連邦党                       | ニューハンプシャー州 | 1799年12月2日 - 1799年12月29日  |
| 第6議会 1799年 - 1801年  | ユーライア・トレイシー           | 連邦党                       | コネチカット州       | 1800年5月14日 - 1800年11月16日  |
| 第6議会 1799年 - 1801年  | ジョン・E・ハワード              | 連邦党                       | メリーランド州       | 1800年11月21日 - 1800年11月27日 |
| 第6議会 1799年 - 1801年  | ジェームズ・ヒルハウス           | 連邦党                       | コネチカット州       | 1801年2月28日 - 1801年3月3日    |
| 第7議会 1801年 - 1803年  | エイブラハム・ボールドウィン     | 民主共和党                   | ジョージア州         | 1801年12月7日 - 1802年1月14日   |
| 第7議会 1801年 - 1803年  | エイブラハム・ボールドウィン     | 民主共和党                   | ジョージア州         | 1802年4月17日 - 1802年12月13日  |
| 第7議会 1801年 - 1803年  | スティーヴン・R・ブラッドリー    | 民主共和党                   | バーモント州         | 1802年12月14日 - 1803年1月18日  |
| 第7議会 1801年 - 1803年  | スティーヴン・R・ブラッドリー    | 民主共和党                   | バーモント州         | 1803年2月25日                   |
| 第7議会 1801年 - 1803年  | スティーヴン・R・ブラッドリー    | 民主共和党                   | バーモント州         | 1803年3月2日 - 1803年10月16日   |
| 第8議会 1803年 - 1805年  | ジョン・ブラウン                 | 民主共和党                   | ケンタッキー州       | 1803年10月17日 - 1803年12月6日  |
| 第8議会 1803年 - 1805年  | ジョン・ブラウン                 | 民主共和党                   | ケンタッキー州       | 1804年1月23日 - 1804年2月26日   |
| 第8議会 1803年 - 1805年  | ジェシー・フランクリン           | 民主共和党                   | ケンタッキー州       | 1804年3月10日 - 1804年11月4日   |
| 第8議会 1803年 - 1805年  | ジョーゼフ・アンダーソン         | 民主共和党                   | テネシー州           | 1805年1月15日 - 1805年2月3日    |
| 第8議会 1803年 - 1805年  | ジョーゼフ・アンダーソン         | 民主共和党                   | テネシー州           | 1805年2月28日 - 1805年3月2日    |
| 第8議会 1803年 - 1805年  | ジョーゼフ・アンダーソン         | 民主共和党                   | テネシー州           | 1805年3月2日 - 1805年12月1日    |
| 第9議会 1805年 - 1807年  | サミュエル・スミス               | 民主共和党                   | メリーランド州       | 1805年12月2日 - 1805年12月15日  |
| 第9議会 1805年 - 1807年  | サミュエル・スミス               | 民主共和党                   | メリーランド州       | 1806年3月18日 - 1806年11月30日  |
| 第9議会 1805年 - 1807年  | サミュエル・スミス               | 民主共和党                   | メリーランド州       | 1807年3月2日 - 1807年10月25日   |
| 第10議会 1807年 - 1809年 | サミュエル・スミス               | 民主共和党                   | メリーランド州       | 1808年4月16日 - 1808年11月6日   |
| 第10議会 1807年 - 1809年 | スティーヴン・R・ブラッドリー    | 民主共和党                   | バーモント州         | 1808年12月28日 - 1809年1月8日   |
| 第10議会 1807年 - 1809年 | ジョン・ミレッジ                 | 民主共和党                   | ジョージア州         | 1809年1月30日 - 1809年3月3日    |
| 第11議会 1809年 - 1811年 | ジョン・ミレッジ                 | 民主共和党                   | ジョージア州         | 1809年3月4日 - 1809年5月21日    |
| 第11議会 1809年 - 1811年 | アンドルー・グレッグ             | 民主共和党                   | ペンシルベニア州     | 1809年6月26日 - 1809年12月18日  |
| 第11議会 1809年 - 1811年 | ジョン・ギャラード               | 民主共和党                   | サウスカロライナ州   | 1810年2月28日 - 1810年3月2日    |
| 第11議会 1809年 - 1811年 | ジョン・ギャラード               | 民主共和党                   | サウスカロライナ州   | 1810年4月17日 - 1810年12月11日  |
| 第11議会 1809年 - 1811年 | ジョン・ポープ                   | 民主共和党                   | ケンタッキー州       | 1811年2月23日 - 1811年11月3日   |
| 第12議会 1811年 - 1813年 | ウィリアム・H・クロウフォード    | 民主共和党                   | ジョージア州         | 1812年3月24日 - 1813年3月3日    |
| 第13議会 1813年 - 1815年 | ウィリアム・H・クロウフォード    | 民主共和党                   | ジョージア州         | 1813年3月4日 - 1813年3月23日    |
| 第13議会 1813年 - 1815年 | ジョーゼフ・B・ヴァーナム        | 民主共和党                   | マサチューセッツ州   | 1813年12月6日 - 1814年2月3日    |
| 第13議会 1813年 - 1815年 | ジョン・ギャラード               | 民主共和党                   | サウスカロライナ州   | 1814年11月25日 - 1815年12月3日  |
| 第14議会 1815年 - 1817年 | ジョン・ギャラード               | 民主共和党                   | サウスカロライナ州   | 1815年12月4日 - 1817年3月3日    |
| 第15議会 1817年 - 1819年 | ジョン・ギャラード               | 民主共和党                   | サウスカロライナ州   | 1817年3月4日                    |
| 第15議会 1817年 - 1819年 | ジョン・ギャラード               | 民主共和党                   | サウスカロライナ州   | 1817年3月6日 - 1818年2月18日    |
| 第15議会 1817年 - 1819年 | ジョン・ギャラード               | 民主共和党                   | サウスカロライナ州   | 1818年3月31日 - 1819年1月5日    |
| 第15議会 1817年 - 1819年 | ジェームズ・バーバー             | 民主共和党                   | バージニア州         | 1819年2月15日 - 1819年12月5日   |
| 第16議会 1819年 - 1821年 | ジェームズ・バーバー             | 民主共和党                   | バージニア州         | 1819年12月6日 - 1819年12月26日  |
| 第16議会 1819年 - 1821年 | ジョン・ギャラード               | 民主共和党                   | サウスカロライナ州   | 1820年1月25日 - 1821年12月2日   |
| 第17議会 1821年 - 1823年 | ジョン・ギャラード               | 民主共和党                   | サウスカロライナ州   | 1821年12月3日 - 1821年12月27日  |
| 第17議会 1821年 - 1823年 | ジョン・ギャラード               | 民主共和党                   | サウスカロライナ州   | 1822年2月1日 - 1822年12月2日    |
| 第17議会 1821年 - 1823年 | ジョン・ギャラード               | 民主共和党                   | サウスカロライナ州   | 1823年2月19日 - 1823年11月30日  |
| 第18議会 1823年 - 1825年 | ジョン・ギャラード               | 民主共和党                   | サウスカロライナ州   | 1823年12月1日 - 1824年1月20日   |
| 第18議会 1823年 - 1825年 | ジョン・ギャラード               | 民主共和党                   | サウスカロライナ州   | 1824年5月21日 - 1825年3月3日    |
| 第19議会 1825年 - 1827年 | ジョン・ギャラード               | 民主共和党                   | サウスカロライナ州   | 1825年3月9日 - 1825年12月4日    |
| 第19議会 1825年 - 1827年 | ナサニエル・メイコン             | 民主共和党                   | ノースカロライナ州   | 1826年5月20日 - 1826年12月3日   |
| 第19議会 1825年 - 1827年 | ナサニエル・メイコン             | 民主共和党                   | ノースカロライナ州   | 1827年1月2日 - 1827年2月13日    |
| 第19議会 1825年 - 1827年 | ナサニエル・メイコン             | 民主共和党                   | ノースカロライナ州   | 1827年3月2日 - 1827年12月2日    |
| 第20議会 1827年 - 1829年 | サミュエル・スミス               | ジャクソニアン               | メリーランド州       | 1828年5月15日 - 1828年12月18日  |
| 第21議会 1829年 - 1831年 | サミュエル・スミス               | 民主党                       | メリーランド州       | 1829年3月13日 - 1829年12月10日  |
| 第21議会 1829年 - 1831年 | サミュエル・スミス               | 民主党                       | メリーランド州       | 1830年5月20日 - 1830年12月31日  |
| 第21議会 1829年 - 1831年 | サミュエル・スミス               | 民主党                       | メリーランド州       | 1831年3月1日 - 1831年12月4日    |
| 第22議会 1831年 - 1833年 | サミュエル・スミス               | 民主党                       | メリーランド州       | 1831年12月5日 - 1831年12月11日  |
| 第22議会 1831年 - 1833年 | リトルトン・テイズウェル         | 民主党                       | バージニア州         | 1832年7月9日 - 1832年7月16日    |
| 第22議会 1831年 - 1833年 | ヒュー・ローソン・ホワイト       | 民主党                       | テネシー州           | 1832年12月3日 - 1833年12月1日   |
| 第23議会 1833年 - 1835年 | ヒュー・ローソン・ホワイト       | 民主党                       | テネシー州           | 1833年12月2日 - 1833年12月15日  |
| 第23議会 1833年 - 1835年 | ジョージ・ポインデクスター       | ホイッグ党                   | ミシシッピ州         | 1834年6月28日 - 1834年11月30日  |
| 第23議会 1833年 - 1835年 | ジョン・タイラー                 | ホイッグ党                   | バージニア州         | 1835年3月3日 - 1835年12月6日    |
| 第24議会 1835年 - 1837年 | ウィリアム・R・キング            | 民主党                       | アラバマ州           | 1836年7月1日 - 1836年12月4日    |
| 第24議会 1835年 - 1837年 | ウィリアム・R・キング            | 民主党                       | アラバマ州           | 1837年1月28日 - 1837年3月3日    |
| 第25議会 1837年 - 1839年 | ウィリアム・R・キング            | 民主党                       | アラバマ州           | 1837年3月7日 - 1837年9月3日     |
| 第25議会 1837年 - 1839年 | ウィリアム・R・キング            | 民主党                       | アラバマ州           | 1837年10月13日 - 1837年12月3日  |
| 第25議会 1837年 - 1839年 | ウィリアム・R・キング            | 民主党                       | アラバマ州           | 1838年7月2日 - 1838年12月18日   |
| 第25議会 1837年 - 1839年 | ウィリアム・R・キング            | 民主党                       | アラバマ州           | 1839年2月25日 - 1839年12月1日   |
| 第26議会 1839年 - 1841年 | ウィリアム・R・キング            | 民主党                       | アラバマ州           | 1839年12月2日 - 1839年12月26日  |
| 第26議会 1839年 - 1841年 | ウィリアム・R・キング            | 民主党                       | アラバマ州           | 1840年7月3日 - 1840年12月15日   |
| 第26議会 1839年 - 1841年 | ウィリアム・R・キング            | 民主党                       | アラバマ州           | 1841年3月3日                    |
| 第27議会 1841年 - 1843年 | ウィリアム・R・キング            | 民主党                       | アラバマ州           | 1841年3月4日                    |
| 第27議会 1841年 - 1843年 | サミュエル・サザード             | ホイッグ党                   | ニュージャージー州   | 1842年3月11日 - 1842年5月31日   |
| 第27議会 1841年 - 1843年 | ウィリー・P・マンガム            | ホイッグ党                   | ノースカロライナ州   | 1842年5月31日 - 1843年12月3日   |
| 第28議会 1843年 - 1845年 | ウィリー・P・マンガム            | ホイッグ党                   | ノースカロライナ州   | 1843年12月4日 - 1845年3月3日    |
| 第29議会 1845年 - 1847年 | ウィリー・P・マンガム            | ホイッグ党                   | ノースカロライナ州   | 1845年3月4日                    |
| 第29議会 1845年 - 1847年 | アンブローズ・H・セヴィア        | 民主党                       | アーカンソー州       | 1845年12月27日                  |
| 第29議会 1845年 - 1847年 | デーヴィッド・R・アッチソン      | 民主党                       | ミズーリ州           | 1846年8月8日 - 1846年12月6日    |
| 第29議会 1845年 - 1847年 | デーヴィッド・R・アッチソン      | 民主党                       | ミズーリ州           | 1847年1月11日 - 1847年1月13日   |
| 第29議会 1845年 - 1847年 | デーヴィッド・R・アッチソン      | 民主党                       | ミズーリ州           | 1847年3月3日 - 1847年12月5日    |
| 第30議会 1847年 - 1849年 | デーヴィッド・R・アッチソン      | 民主党                       | ミズーリ州           | 1848年2月2日 - 1848年2月8日     |
| 第30議会 1847年 - 1849年 | デーヴィッド・R・アッチソン      | 民主党                       | ミズーリ州           | 1848年6月1日 - 1848年6月14日    |
| 第30議会 1847年 - 1849年 | デーヴィッド・R・アッチソン      | 民主党                       | ミズーリ州           | 1848年6月26日 - 1848年6月29日   |
| 第30議会 1847年 - 1849年 | デーヴィッド・R・アッチソン      | 民主党                       | ミズーリ州           | 1848年7月29日 - 1848年12月4日   |
| 第30議会 1847年 - 1849年 | デーヴィッド・R・アッチソン      | 民主党                       | ミズーリ州           | 1848年12月26日 - 1849年1月1日   |
| 第30議会 1847年 - 1849年 | デーヴィッド・R・アッチソン      | 民主党                       | ミズーリ州           | 1849年3月2日 - 1849年3月4日     |
| 第31議会 1849年 - 1851年 | デーヴィッド・R・アッチソン      | 民主党                       | ミズーリ州           | 1849年3月5日                    |
| 第31議会 1849年 - 1851年 | デーヴィッド・R・アッチソン      | 民主党                       | ミズーリ州           | 1849年3月16日 - 1849年12月2日   |
| 第31議会 1849年 - 1851年 | ウィリアム・R・キング            | 民主党                       | アラバマ州           | 1850年5月6日 - 1850年5月19日    |
| 第31議会 1849年 - 1851年 | ウィリアム・R・キング            | 民主党                       | アラバマ州           | 1850年7月11日 - 1851年3月3日    |
| 第32議会 1851年 - 1853年 | ウィリアム・R・キング            | 民主党                       | アラバマ州           | 1851年3月4日 - 1852年12月20日   |
| 第32議会 1851年 - 1853年 | デーヴィッド・R・アッチソン      | 民主党                       | ミズーリ州           | 1852年12月20日 - 1853年3月3日   |
| 第33議会 1853年 - 1855年 | デーヴィッド・R・アッチソン      | 民主党                       | ミズーリ州           | 1853年3月4日 - 1854年12月4日    |
| 第33議会 1853年 - 1855年 | ルイス・カス                     | 民主党                       | ミシガン州           | 1854年12月4日                   |
| 第33議会 1853年 - 1855年 | ジェシー・D・ブライト            | 民主党                       | インディアナ州       | 1854年12月5日 - 1855年12月2日   |
| 第34議会 1855年 - 1857年 | ジェシー・D・ブライト            | 民主党                       | インディアナ州       | 1855年12月3日 - 1856年6月9日    |
| 第34議会 1855年 - 1857年 | チャールズ・E・ステュアート      | 民主党                       | ミシガン州           | 1856年6月9日 - 1856年6月10日    |
| 第34議会 1855年 - 1857年 | ジェシー・D・ブライト            | 民主党                       | インディアナ州       | 1856年6月11日 - 1857年1月6日    |
| 第34議会 1855年 - 1857年 | ジェームズ・M・メイソン          | 民主党                       | バージニア州         | 1857年1月6日 - 1857年3月3日     |
| 第35議会 1857年 - 1859年 | ジェームズ・M・メイソン          | 民主党                       | バージニア州         | 1857年3月4日                    |
| 第35議会 1857年 - 1859年 | トマス・J・ラスク                | 民主党                       | テキサス州           | 1857年3月14日 - 1857年7月29日   |
| 第35議会 1857年 - 1859年 | ベンジャミン・フィッツパトリック | 民主党                       | アラバマ州           | 1857年12月7日 - 1857年12月20日  |
| 第35議会 1857年 - 1859年 | ベンジャミン・フィッツパトリック | 民主党                       | アラバマ州           | 1858年3月29日 - 1858年5月2日    |
| 第35議会 1857年 - 1859年 | ベンジャミン・フィッツパトリック | 民主党                       | アラバマ州           | 1858年6月14日 - 1858年12月5日   |
| 第35議会 1857年 - 1859年 | ベンジャミン・フィッツパトリック | 民主党                       | アラバマ州           | 1859年1月19日                   |
| 第35議会 1857年 - 1859年 | ベンジャミン・フィッツパトリック | 民主党                       | アラバマ州           | 1859年1月25日 - 1859年2月9日    |
| 第36議会 1859年 - 1861年 | ベンジャミン・フィッツパトリック | 民主党                       | アラバマ州           | 1859年3月9日 - 1859年12月4日    |
| 第36議会 1859年 - 1861年 | ベンジャミン・フィッツパトリック | 民主党                       | アラバマ州           | 1859年12月19日 - 1860年1月15日  |
| 第36議会 1859年 - 1861年 | ベンジャミン・フィッツパトリック | 民主党                       | アラバマ州           | 1860年2月20日 - 1860年2月26日   |
| 第36議会 1859年 - 1861年 | ジェシー・D・ブライト            | 民主党                       | インディアナ州       | 1860年6月12日 - 1860年6月13日   |
| 第36議会 1859年 - 1861年 | ベンジャミン・フィッツパトリック | 民主党                       | アラバマ州           | 1860年6月26日 - 1860年12月2日   |
| 第36議会 1859年 - 1861年 | ソロモン・フット                 | 共和党                       | バーモント州         | 1861年2月16日 - 1861年2月17日   |
| 第37議会 1861年 - 1863年 | ソロモン・フット                 | 共和党                       | バーモント州         | 1861年3月23日 - 1861年7月3日    |
| 第37議会 1861年 - 1863年 | ソロモン・フット                 | 共和党                       | バーモント州         | 1861年7月18日 - 1861年12月1日   |
| 第37議会 1861年 - 1863年 | ソロモン・フット                 | 共和党                       | バーモント州         | 1862年1月15日                   |
| 第37議会 1861年 - 1863年 | ソロモン・フット                 | 共和党                       | バーモント州         | 1862年3月31日 - 1862年5月21日   |
| 第37議会 1861年 - 1863年 | ソロモン・フット                 | 共和党                       | バーモント州         | 1862年6月19日 - 1862年12月12日  |
| 第37議会 1861年 - 1863年 | ソロモン・フット                 | 共和党                       | バーモント州         | 1863年2月18日 - 1863年3月3日    |
| 第38議会 1863年 - 1865年 | ソロモン・フット                 | 共和党                       | バーモント州         | 1863年3月4日 - 1863年12月6日    |
| 第38議会 1863年 - 1865年 | ソロモン・フット                 | 共和党                       | バーモント州         | 1863年12月18日 - 1863年12月20日 |
| 第38議会 1863年 - 1865年 | ソロモン・フット                 | 共和党                       | バーモント州         | 1864年2月23日                   |
| 第38議会 1863年 - 1865年 | ソロモン・フット                 | 共和党                       | バーモント州         | 1864年3月11日 - 1864年3月13日   |
| 第38議会 1863年 - 1865年 | ソロモン・フット                 | 共和党                       | バーモント州         | 1864年4月11日 - 1864年4月13日   |
| 第38議会 1863年 - 1865年 | ダニエル・クラーク               | 共和党                       | ニューハンプシャー州 | 1864年4月26日 - 1865年1月4日    |
| 第38議会 1863年 - 1865年 | ダニエル・クラーク               | 共和党                       | ニューハンプシャー州 | 1865年2月9日 - 1865年2月19日    |
| 第39議会 1865年 - 1867年 | ラファイエット・S・フォスター    | 共和党                       | コネチカット州       | 1865年3月7日 - 1867年3月2日     |
| 第39議会 1865年 - 1867年 | ベンジャミン・F・ウェイド        | 共和党                       | オハイオ州           | 1867年3月2日 - 1867年3月3日     |
| 第40議会 1867年 - 1869年 | ベンジャミン・F・ウェイド        | 共和党                       | オハイオ州           | 1867年3月4日 - 1869年3月3日     |
| 第41議会 1869年 - 1871年 | ヘンリー・B・アンソニー          | 共和党                       | ロードアイランド州   | 1869年3月23日 - 1869年3月28日   |
| 第41議会 1869年 - 1871年 | ヘンリー・B・アンソニー          | 共和党                       | ロードアイランド州   | 1869年4月9日 - 1869年12月5日    |
| 第41議会 1869年 - 1871年 | ヘンリー・B・アンソニー          | 共和党                       | ロードアイランド州   | 1870年5月28日 - 1870年6月2日    |
| 第41議会 1869年 - 1871年 | ヘンリー・B・アンソニー          | 共和党                       | ロードアイランド州   | 1870年7月1日 - 1870年7月5日     |
| 第41議会 1869年 - 1871年 | ヘンリー・B・アンソニー          | 共和党                       | ロードアイランド州   | 1870年7月14日 - 1870年12月4日   |
| 第42議会 1871年 - 1873年 | ヘンリー・B・アンソニー          | 共和党                       | ロードアイランド州   | 1871年3月10日 - 1871年3月12日   |
| 第42議会 1871年 - 1873年 | ヘンリー・B・アンソニー          | 共和党                       | ロードアイランド州   | 1871年4月17日 - 1871年5月9日    |
| 第42議会 1871年 - 1873年 | ヘンリー・B・アンソニー          | 共和党                       | ロードアイランド州   | 1871年5月23日 - 1871年12月3日   |
| 第42議会 1871年 - 1873年 | ヘンリー・B・アンソニー          | 共和党                       | ロードアイランド州   | 1871年12月21日 - 1872年1月7日   |
| 第42議会 1871年 - 1873年 | ヘンリー・B・アンソニー          | 共和党                       | ロードアイランド州   | 1872年2月23日 - 1872年2月25日   |
| 第42議会 1871年 - 1873年 | ヘンリー・B・アンソニー          | 共和党                       | ロードアイランド州   | 1872年6月8日 - 1872年12月1日    |
| 第42議会 1871年 - 1873年 | ヘンリー・B・アンソニー          | 共和党                       | ロードアイランド州   | 1872年12月4日 - 1872年12月8日   |
| 第42議会 1871年 - 1873年 | ヘンリー・B・アンソニー          | 共和党                       | ロードアイランド州   | 1872年12月13日 - 1872年12月15日 |
| 第42議会 1871年 - 1873年 | ヘンリー・B・アンソニー          | 共和党                       | ロードアイランド州   | 1872年12月20日 - 1873年1月5日   |
| 第42議会 1871年 - 1873年 | ヘンリー・B・アンソニー          | 共和党                       | ロードアイランド州   | 1873年1月24日                   |
| 第43議会 1873年 - 1875年 | マシュー・H・カーペンター        | 共和党                       | ウィスコンシン州     | 1873年3月12日 - 1873年3月13日   |
| 第43議会 1873年 - 1875年 | マシュー・H・カーペンター        | 共和党                       | ウィスコンシン州     | 1873年3月26日 - 1873年11月30日  |
| 第43議会 1873年 - 1875年 | マシュー・H・カーペンター        | 共和党                       | ウィスコンシン州     | 1873年12月11日 - 1874年12月6日  |
| 第43議会 1873年 - 1875年 | マシュー・H・カーペンター        | 共和党                       | ウィスコンシン州     | 1874年12月23日 - 1875年1月4日   |
| 第43議会 1873年 - 1875年 | ヘンリー・B・アンソニー          | 共和党                       | ロードアイランド州   | 1875年1月25日 - 1875年1月31日   |
| 第43議会 1873年 - 1875年 | ヘンリー・B・アンソニー          | 共和党                       | ロードアイランド州   | 1875年2月15日 - 1875年2月17日   |
| 第44議会 1875年 - 1877年 | トマス・W・フェリー              | 共和党                       | ミシガン州           | 1875年3月9日 - 1875年3月10日    |
| 第44議会 1875年 - 1877年 | トマス・W・フェリー              | 共和党                       | ミシガン州           | 1875年3月19日 - 1877年3月4日    |
| 第45議会 1877年 - 1879年 | トマス・W・フェリー              | 共和党                       | ミシガン州           | 1877年3月5日                    |
| 第45議会 1877年 - 1879年 | トマス・W・フェリー              | 共和党                       | ミシガン州           | 1878年2月26日 - 1878年3月3日    |
| 第45議会 1877年 - 1879年 | トマス・W・フェリー              | 共和党                       | ミシガン州           | 1878年4月17日 - 1878年12月1日   |
| 第45議会 1877年 - 1879年 | トマス・W・フェリー              | 共和党                       | ミシガン州           | 1879年3月3日 - 1879年3月17日    |
| 第46議会 1879年 - 1881年 | アレン・G・サーマン              | 民主党                       | オハイオ州           | 1879年4月15日 - 1879年11月30日  |
| 第46議会 1879年 - 1881年 | アレン・G・サーマン              | 民主党                       | オハイオ州           | 1880年4月7日 - 1880年4月14日    |
| 第46議会 1879年 - 1881年 | アレン・G・サーマン              | 民主党                       | オハイオ州           | 1880年5月6日 - 1880年12月5日    |
| 第47議会 1881年 - 1883年 | トマス・F・ベイアード・シニア    | 民主党                       | デラウェア州         | 1881年10月10日 - 1881年10月13日 |
| 第47議会 1881年 - 1883年 | デーヴィッド・デーヴィス         | 無所属                       | イリノイ州           | 1881年10月13日 - 1883年3月3日   |
| 第47議会 1881年 - 1883年 | ジョージ・F・エドマンズ          | 共和党                       | バーモント州         | 1883年3月3日 - 1883年12月2日    |
| 第48議会 1883年 - 1885年 | ジョージ・F・エドマンズ          | 共和党                       | バーモント州         | 1883年12月3日 - 1885年3月3日    |
| 第49議会 1885年 - 1887年 | ジョン・シャーマン               | 共和党                       | オハイオ州           | 1885年12月7日 - 1887年2月26日   |
| 第49議会 1885年 - 1887年 | ジョン・J・インガルズ            | 共和党                       | カンザス州           | 1887年2月26日 - 1887年12月4日   |
| 第50議会 1887年 - 1889年 | ジョン・J・インガルズ            | 共和党                       | カンザス州           | 1887年12月5日 - 1889年3月3日    |
| 第51議会 1889年 - 1891年 | ジョン・J・インガルズ            | 共和党                       | カンザス州           | 1889年3月17日                   |
| 第51議会 1889年 - 1891年 | ジョン・J・インガルズ            | 共和党                       | カンザス州           | 1889年4月2日 - 1889年12月1日    |
| 第51議会 1889年 - 1891年 | ジョン・J・インガルズ            | 共和党                       | カンザス州           | 1889年12月5日 - 1889年12月10日  |
| 第51議会 1889年 - 1891年 | ジョン・J・インガルズ            | 共和党                       | カンザス州           | 1890年2月28日 - 1890年3月18日   |

## 1890年 - 1911年
1890年以降、上院仮議長職は次の仮議長が選出されるまで常置された。
- ジョン・J・インガルズ（共和党、カンザス州） 1890年4月3日 - 1891年3月2日
- チャールズ・F・マンダーソン（共和党、ネブラスカ州） 1891年3月2日 - 1893年3月22日
- アイシャム・G・ハリス（民主党、テネシー州） 1893年3月22日 - 1895年1月7日
- マット・W・ランサム（民主党、ノースカロライナ州） 1895年1月7日 - 1895年1月10日
- アイシャム・G・ハリス（民主党、テネシー州） 1895年1月10日 - 1896年3月3日
- ウィリアム・P・フライ（共和党、メイン州） 1896年2月7日 - 1911年4月27日[3]

## 1911年 - 1913年：仮議長職の輪番
フライの死後、上院では後継者選出が困難を極めた。第62議会（1911年 - 1913年）の残余期間中、以下の議員らが仮議長職を交代で務めた。
- オーガスタス・O・ベイコン（民主党、ジョージア州）
- チャールズ・カーティス（共和党、カンザス州）
- ジェイコブ・H・ガリンジャー（共和党、ニューハンプシャー州）
- フランク・B・ブランデジー（共和党、コネチカット州）
- ヘンリー・C・ロッジ（共和党、マサチューセッツ州）[4]

## 1913年 - 現在
第63議会以降、仮議長は1890年から1911年までと同様の方法で選出されてきた。
| 議会                                                  | 仮議長                             | 政党   | 州                   | 在任期間                       |
| ----------------------------------------------------- | ---------------------------------- | ------ | -------------------- | ------------------------------ |
| 第63議会 第64議会                                     | ジェームズ・ポール・クラーク       | 民主党 | アーカンソー州       | 1913年3月13日 - 1916年10月1日  |
| 第64議会 第65議会                                     | ウィラード・ソールズベリ・ジュニア | 民主党 | デラウェア州         | 1916年12月14日 - 1919年3月3日  |
| 第66議会 第67議会 第68議会                            | アルバート・B・カミンズ            | 共和党 | アイオワ州           | 1919年5月19日 - 1925年3月6日   |
| 第69議会 第70議会 第71議会 第72議会                   | ジョージ・H・モーゼズ              | 共和党 | ニューハンプシャー州 | 1925年3月6日 - 1933年3月3日    |
| 第73議会 第74議会 第75議会 第76議会                   | ケイ・ピットマン                   | 民主党 | ネバダ州             | 1933年3月9日 - 1940年11月10日  |
| 第76議会                                              | ウィリアム・H・キング              | 民主党 | ユタ州               | 1940年11月19日 - 1941年1月3日  |
| 第77議会                                              | パット・ハリスン                   | 民主党 | ミシシッピ州         | 1941年1月6日 - 1941年6月22日   |
| 第77議会 第78議会                                     | カーター・グラス                   | 民主党 | バージニア州         | 1941年7月10日 - 1945年1月6日   |
| 第79議会                                              | ケネス・マッケラー                 | 民主党 | テネシー州           | 1945年1月6日 - 1947年1月4日    |
| 第80議会                                              | アーサー・H・ヴァンデンバーグ      | 共和党 | ミシガン州           | 1947年1月4日 - 1949年1月3日    |
| 第81議会 第82議会                                     | ケネス・マッケラー                 | 民主党 | テネシー州           | 1949年1月3日 - 1953年1月3日    |
| 第83議会                                              | スタイルズ・ブリッジズ             | 共和党 | ニューハンプシャー州 | 1953年1月3日 - 1955年1月5日    |
| 第84議会                                              | ウォルター・F・ジョージ            | 民主党 | ジョージア州         | 1955年1月5日 - 1957年1月3日    |
| 第85議会 第86議会 第87議会 第88議会 第89議会 第90議会 | カール・ヘイデン                   | 民主党 | アリゾナ州           | 1957年1月3日 - 1969年1月3日    |
| 第91議会                                              | リチャード・ラッセル・ジュニア     | 民主党 | ジョージア州         | 1969年1月3日 - 1971年1月21日   |
| 第92議会                                              | アレン・J・エレンダー              | 民主党 | ルイジアナ州         | 1971年1月22日 - 1972年7月27日  |
| 第92議会 第93議会 第94議会 第95議会                   | ジェームズ・イーストランド         | 民主党 | ミシシッピ州         | 1972年7月28日 - 1978年12月27日 |
| 第96議会                                              | ウォーレン・マグナスン             | 民主党 | ワシントン州         | 1979年1月15日 - 1980年12月3日  |
| 第96議会                                              | ミルトン・ヤング                   | 共和党 | ノースダコタ州       | 1980年12月4日                  |
| 第96議会                                              | ウォーレン・マグナスン             | 民主党 | ワシントン州         | 1980年12月5日 - 1981年1月3日   |
| 第97議会 第98議会 第99議会                            | ストロム・サーモンド               | 共和党 | サウスカロライナ州   | 1981年1月5日 - 1987年1月6日    |
| 第100議会                                             | ジョン・C・ステニス                | 民主党 | ミシシッピ州         | 1987年1月6日 - 1989年1月3日    |
| 第101議会 第102議会 第103議会                         | ロバート・バード                   | 民主党 | ウェストバージニア州 | 1989年1月3日 - 1995年1月4日    |
| 第104議会 第105議会 第106議会                         | ストロム・サーモンド               | 共和党 | サウスカロライナ州   | 1995年1月4日 - 2001年1月3日    |
| 第107議会                                             | ロバート・バード                   | 民主党 | ウェストバージニア州 | 2001年1月3日 - 2001年1月20日   |
| 第107議会                                             | ストロム・サーモンド               | 共和党 | サウスカロライナ州   | 2001年1月20日 - 2001年6月6日   |
| 第107議会                                             | ロバート・バード                   | 民主党 | ウェストバージニア州 | 2001年6月6日 - 2003年1月3日    |
| 第108議会 第109議会                                   | テッド・スティーヴンス             | 共和党 | アラスカ州           | 2003年1月3日 - 2007年1月4日    |
| 第110議会 第111議会                                   | ロバート・バード                   | 民主党 | ウェストバージニア州 | 2007年1月4日 - 2010年6月28日   |
| 第111議会 第112議会                                   | ダニエル・イノウエ                 | 民主党 | ハワイ州             | 2010年6月28日 - 2012年12月17日 |
| 第112議会 第113議会                                   | パトリック・リーヒ                 | 民主党 | バーモント州         | 2012年12月17日 - 2015年1月6日  |
| 第114議会 第115議会                                   | オリン・ハッチ                     | 共和党 | ユタ州               | 2015年1月6日 - 2019年1月3日    |
| 第116議会 第117議会                                   | チャック・グラスリー               | 共和党 | アイオワ州           | 2019年1月3日 - 2021年1月20日   |
| 第117議会                                             | パトリック・リーヒ                 | 民主党 | バーモント州         | 2021年1月20日 - 2023年1月3日   |
| 第118議会                                             | パティ・マレー                     | 民主党 | ワシントン州         | 2023年1月3日 - 2025年1月3日    |
| 第119議会                                             | チャック・グラスリー               | 共和党 | アイオワ州           | 2025年1月3日 -                 |

## 上院仮議長（州別）
| 人数 | 州                   |
| ---- | -------------------- |
| 7    | バージニア州         |
| 6    | ジョージア州         |
| 6    | ニューハンプシャー州 |
| 4    | コネチカット州       |
| 4    | ミシガン州           |
| 4    | ミシシッピ州         |
| 4    | テネシー州           |
| 4    | バーモント州         |
| 3    | ケンタッキー州       |
| 3    | マサチューセッツ州   |
| 3    | ノースカロライナ州   |
| 3    | オハイオ州           |
| 3    | ペンシルベニア州     |
| 3    | サウスカロライナ州   |
| 2    | アラバマ州           |
| 2    | アーカンソー州       |
| 2    | デラウェア州         |
| 2    | カンザス州           |
| 2    | メリーランド州       |
| 2    | ロードアイランド州   |
| 2    | ワシントン州         |
| 1    | アラスカ州           |
| 1    | アリゾナ州           |
| 1    | ハワイ州             |
| 1    | イリノイ州           |
| 1    | インディアナ州       |
| 1    | アイオワ州           |
| 1    | ルイジアナ州         |
| 1    | メイン州             |
| 1    | ミズーリ州           |
| 1    | ネブラスカ州         |
| 1    | ネバダ州             |
| 1    | ニュージャージー州   |
| 1    | ニューヨーク州       |
| 1    | ノースダコタ州       |
| 1    | テキサス州           |
| 1    | ユタ州               |
| 1    | ウェストバージニア州 |
| 1    | ウィスコンシン州     |

## 名誉上院仮議長
| 議会                                    | 名誉上院仮議長         | 政党   | 州                   | 在任期間                     |
| --------------------------------------- | ---------------------- | ------ | -------------------- | ---------------------------- |
| 第107議会                               | ストロム・サーモンド   | 共和党 | サウスカロライナ州   | 2001年1月6日 - 2003年1月3日  |
| 第108議会 第109議会                     | ロバート・バード       | 民主党 | ウェストバージニア州 | 2003年1月4日 - 2007年1月3日  |
| 第110議会                               | テッド・スティーヴンス | 共和党 | アラスカ州           | 2007年1月4日 - 2009年1月3日  |
| 第114議会 第115議会 第116議会 第117議会 | パトリック・リーヒ     | 民主党 | バーモント州         | 2015年1月6日 - 2021年1月20日 |
| 第117議会 第118議会                     | チャック・グラスリー   | 共和党 | アイオワ州           | 2021年1月20日 - 2025年1月3日 |
| 第119議会                               | パティ・マレー         | 民主党 | ワシントン州         | 2025年1月3日 -               |

## 名誉上院仮議長（州別）
| 人数 | 州                   |
| ---- | -------------------- |
| 1    | アラスカ州           |
| 1    | アイオワ州           |
| 1    | サウスカロライナ州   |
| 1    | バーモント州         |
| 1    | ウェストバージニア州 |